# Xenia Goodwin
Pour les articles homonymes, voir Goodwin.
Xenia Goodwin est une actrice et danseuse australienne, née le 7 février 1994 en Nouvelle-Galles du Sud, en Australie. Elle est l'actrice principale de la série Dance Academy, dans laquelle elle interprète le personnage de Tara Webster.

## Biographie
Xenia Goodwin a fait ses débuts d'actrice dans la série Dance Academy diffusée en 2010. Elle a joué son rôle pendant les 3 saisons de la série. Xenia a aussi étudié la danse à plein temps à la Tanya Pearson's Classical Coaching Academy. Elle a débuté la danse classique à 9 ans avant de se lancer dans d'autres styles de danses. Pourtant, elle n'a jamais joué de rôles avant de jouer Tara dans Dance Academy (excepté dans des pièces montées au lycée).

## Filmographie

### Télévision
- 2010-2013 : Dance Academy : Tara Webster (65 épisodes)
- 2011 : The Jesters de Kevin Brumpton : Bec (épisode 2, saison 2)
- 2017 : Dance Academy : The comeback